# سيرغيوس
البابا القديس سيرغيوس (باللاتينية: Siricius)، هو أسقف روما خلفًا لداماسوس الأول من ديسمبر 384 إلى وفاته في 26 نوفمبر 399. خلفه البابا أناستاسيوس الأول.
يحتفل بعيده في 26 نوفمبر من كل عام.